# Fortid
Fortid el. fortiden er tiden, tidsforløb, begivenheder og hændelser før nutiden (relativt objektive begreber), eller det kan være personlige, individuelle eller kollektive erindringer af mere el. mindre subjektiv karakter om el. fra perioder før nutiden.
Får man et "glimt" af fortiden, kaldes det for et flashback.
Grammatisk benytter man almindeligvis datid til at beskrive fortidige hændelser, og vort sprog er nøje tilpasset vurderinger af, om beskrevne hændelser er foregået (fortid), foregår nu (nutid), eller forventes at foregå (fremtid).
Fortid, forstået som for + tid er en del begrebet tid. Tid (og dermed også fortiden) kan måles i form af et tidsforløb (eller som den perioden, der forløber) mellem to hændelser. De apparater mennesket har opfundet hertil hedder ure og kalendere.
Tid (og dermed også fortid) indgår som den fjerde dimension i Einsteins relativitetsteori, hvor tid og rum forbindes til en form for rumtid på en måde, der efterfølgende har fået store filosofiske og erkendelsesmæssige konsekvenser
Beskrivelser og registrering af fortidige begivenheder og hændelsesforløb betegnes som historie og er dermed grundlaget for faget historie. 